# ألكسندرا ستيرن
ألكسندرا ستيرن (بالإنجليزية: Alexandra Stern)‏ هي مؤرخة أمريكية، ولدت في 3 مايو 1966.

## وصلات خارجية
- الموقع الرسمي